# Lellingeria brenesii
Lellingeria brenesii är en stensöteväxtart som beskrevs av A. Rojas. Lellingeria brenesii ingår i släktet Lellingeria och familjen Polypodiaceae. Inga underarter finns listade.